# Forêt tempérée décidue

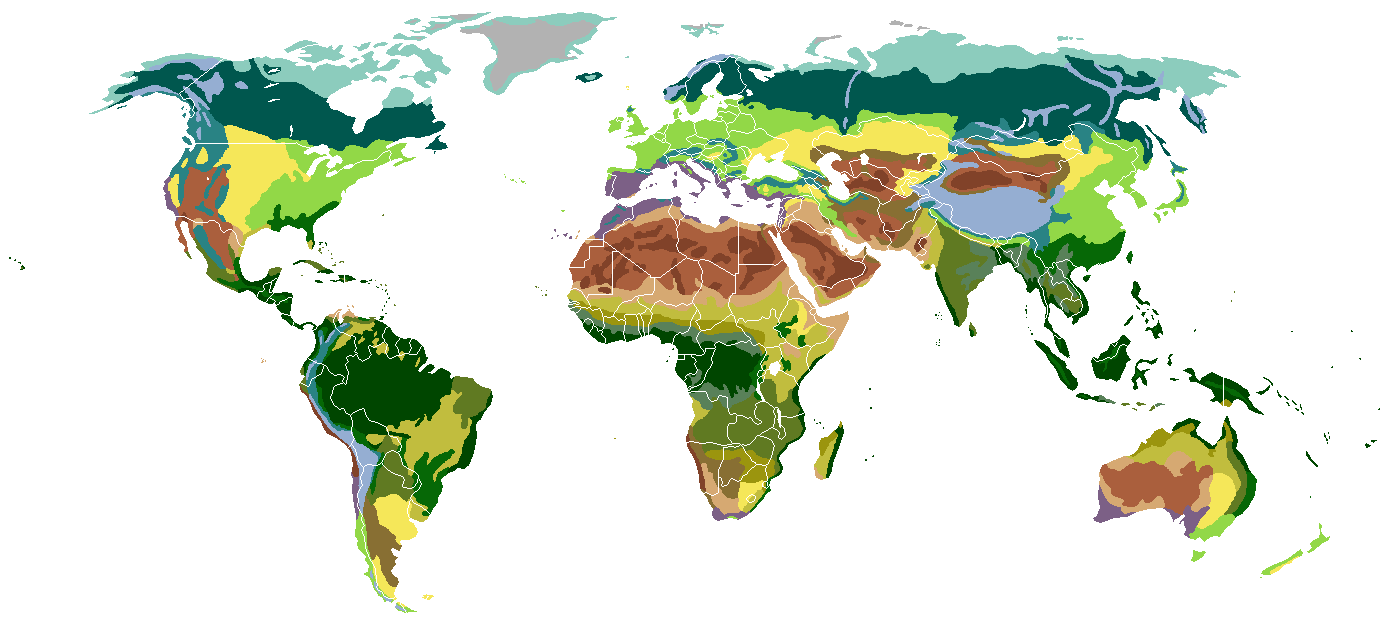
La FAO souligne la place des forêts dans l'ensemble des biomes mondiaux, en rappelant qu'elles couvrent en 2005 près de 30 % de la superficie terrestre.
Inlandsis et déserts polaires
Toundra
Taïga ou forêt boréale
Forêts feuillues caducifoliées tempérées
Prairies
Forêts sempervirentes subtropicales
Forêts sempervirentes méditerranéennes
Forêts de mousson
Déserts arides
Déserts et broussailles xérophytes
Steppe aride
Déserts semi-arides
Savanes
Savanes et forêts claires
Forêts tropicales caducifoliées
Forêts sempervirentes tropicales
Toundra alpine
Forêts de montagne

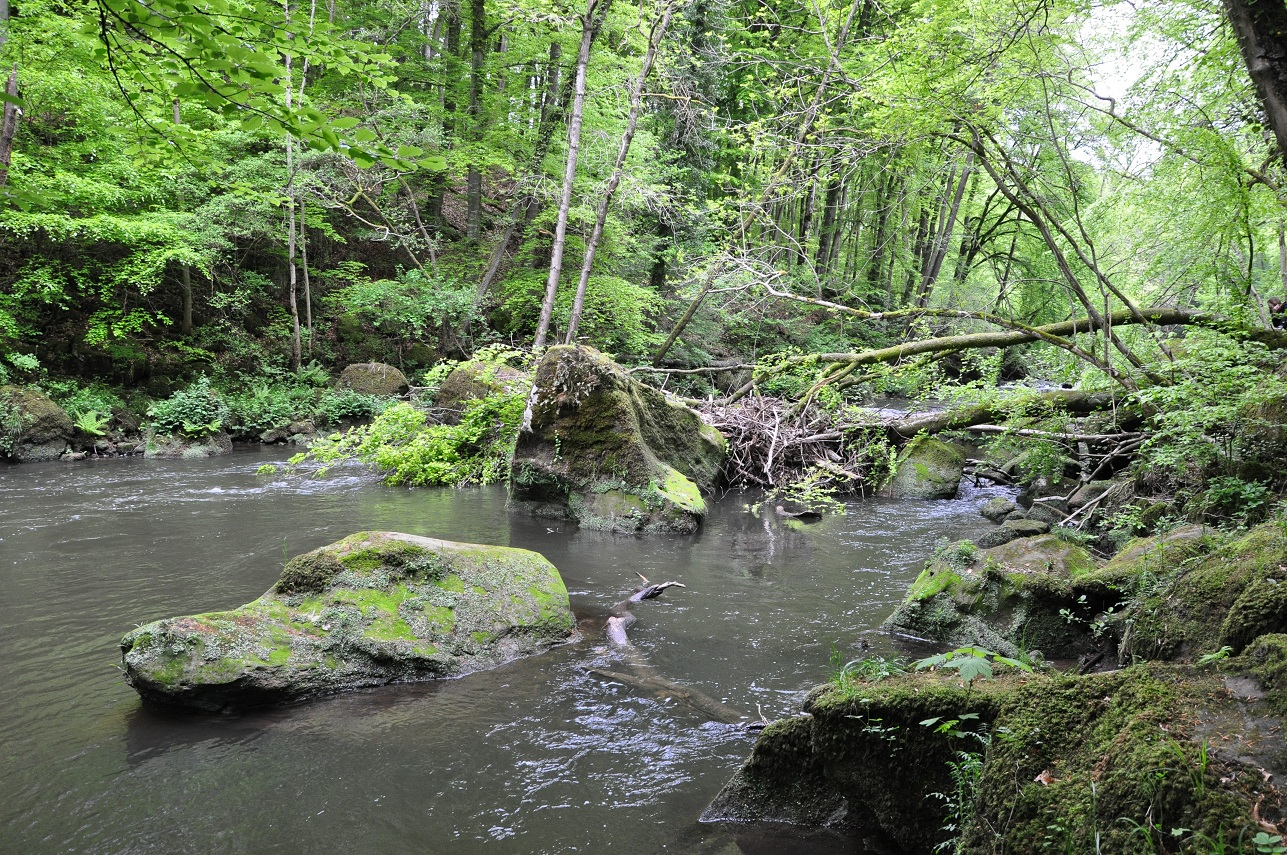
Une forêt allemande en Rhénanie-Palatinat

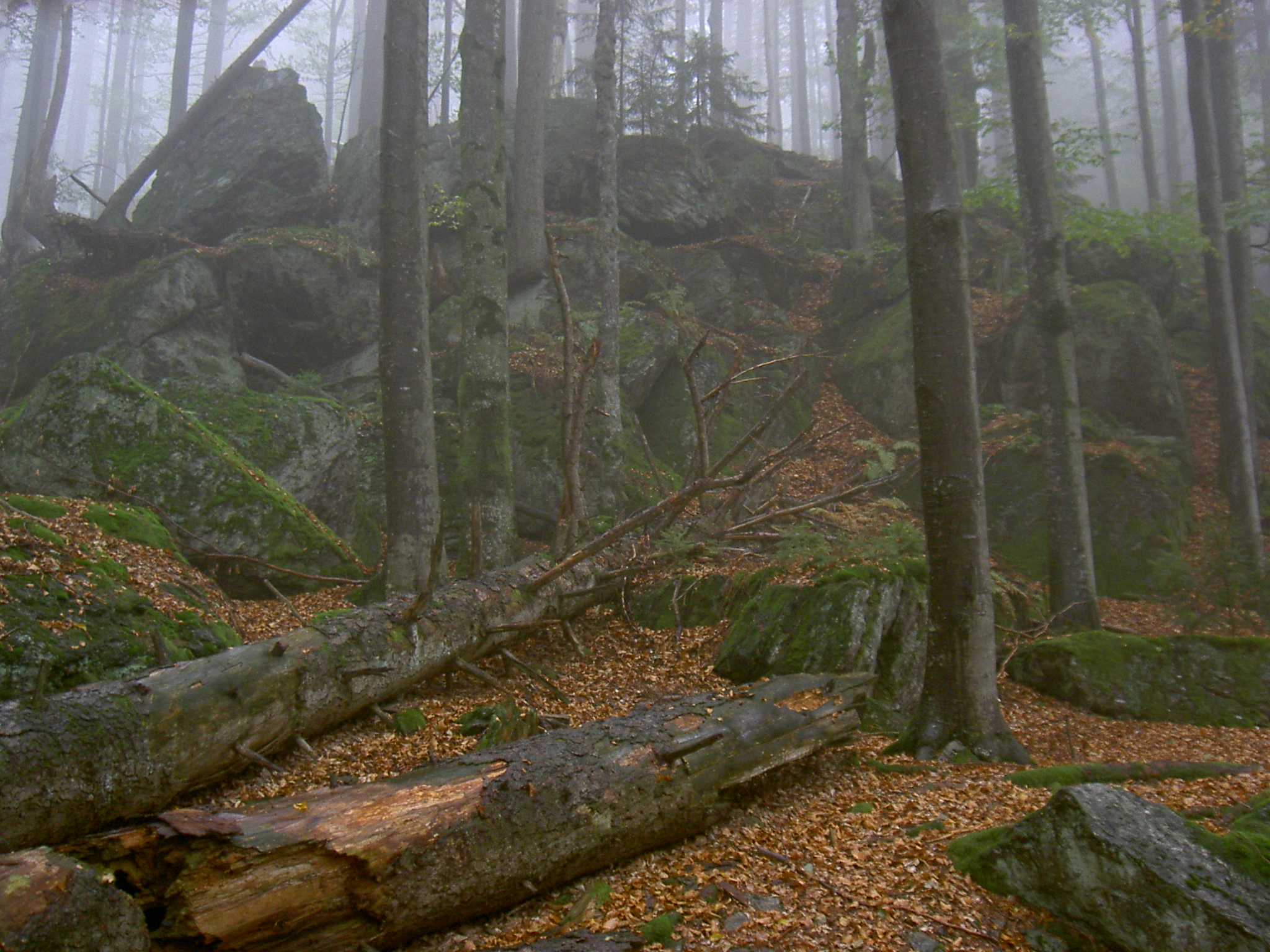
La forêt bavaroise.

La forêt tempérée décidue ou caducifoliée est un biome tempéré peuplé de très grands arbres aux feuilles caduques. Ce type de biome est localisé principalement dans les régions à climat tempéré de l'hémisphère nord, en Asie orientale, dans une grande partie de l'Europe, et à l'est de Amérique du Nord. Ce type de forêt est beaucoup plus rare dans l'hémisphère sud : partie méridionale du massif andin et Tasmanie.

## Constitution
La constitution varie selon les zones, mais ces forêts sont généralement constituées de chênes, d'érables, de hêtres et d'ormes.

## Répartition
La forêt tempérée décidue couvre les endroits où les précipitations sont suffisamment abondantes et fréquentes pour permettre la croissance de ces grands arbres.
On rencontre ce type de forêt dans l'est des États-Unis, au Canada, dans le centre du Mexique, ainsi que dans le sud du Chili et de l'Argentine. Elle est aussi le biome original d'une grande partie de l'Europe, se prolongeant en Sibérie jusqu'au Kraï de Krasnoïarsk. Elle est également présente en Chine, en Mandchourie, en Corée du Nord et au Japon.

## Écologie
Cette forêt a été très attaquée par les défrichements. Il n'en reste que des lambeaux plus ou moins étendus et dispersés où les espèces typiquement forestières sont de plus en plus affectées par la fragmentation écopaysagère. Ces forêts sont aussi victimes de la rareté du bois mort qui ne permet plus à de nombreuses espèces d'invertébrés saproxylophages ou xylophages de vivre.
Ces forêts, dont l'aspect et la vie change fortement en fonction des saisons, ont une grande importance paysagère, ainsi qu'en termes de puits de carbone et de restauration ou protection des sols.